# Anticoreura extensa
Anticoreura extensa är en fjärilsart som beskrevs av Walker 1864. Anticoreura extensa ingår i släktet Anticoreura och familjen tandspinnare. Inga underarter finns listade i Catalogue of Life.